# Astronomen
Astronomen är en oljemålning av Johannes Vermeer från 1668

## Beskrivning av målningen
Astronomen är troligen, liksom den liknande och något år yngre Geografen, ett beställningsverk. Vem som i så fall beställt dem är oklart, men en utpekad kandidat är vetenskapsmannen Antony van Leeuwenhoek i Delft, vilken också kan ha varit modell i bägge målningarna.
Målningen avbildar en vetenskapsman i sitt arbetsrum, vilken studerar en glob över himlavalvet. Framför astronomen finns ett astrolabium och Adriaan Metius lärobok Institutiones Astronomicae et Geographicae, uppslagen på en sida där Matius rekommenderar läsaren att ta "inspiration från Gud" i samband med astronomiskt forskningsarbetet, som komplement till kunskap om geometri och till användande av mekaniska instrument.
På ett skåp bakom astronomen står ett antal böcker och på skåpet är fästat en teknisk plansch, som möjligen kan vara en planisfär, en stjärnkarta med två rörliga skivor som visar stjärnbilder vid valfri tidpunkt och dag. På väggen bakom astronomen hänger en målning med motivet  Moses i sin korg i Nilens vass, samma tavla som finns i bakgrunden i den senare målningen Dam som skriver ett brev, tillsammans med sin jungfru.
Astronomen är klädd i en för lärda på denna tid typisk rock av japansk kimonotyp.

## AstronomenochGeografenmöjliga pendanger
De två målningarna, nästan lika stora till formatet, har många likheter och det finns skäl att anta att de har varit pendanger, avsedda att hänga bredvid varandra. De har också haft samma ägare under sina första drygt hundra år.

## Proveniens
De förste ägarna kan ha varit ämbetsmannen Adriaen Paets (1631–86) i Rotterdam till 1686, och efter honom sonen, ämbetsmannen och konstmecenaten Adriaen Paets (1657–1712) i Rotterdam. Efter den senares död 1712 såldes målningen 1713 till konsthandlaren Hendrick Sorgh (1666–1720) i Amsterdam. Efter dennes död 1720  såldes målningen och hamnade då eller något senare hos köpmannen Govert Looten (1668–1727) i Amsterdam. Den såldes efter den senares död 1729 till konstsamlaren Jacob Crammer Simonszon (1725–78) i Amsterdam.
Efter Crammers Simonszons död såldes målningen 1778 för att hamna hos bankiren Jean Etiènne Fizeaux (1707–80) i Amsterdam, och efter dennes död 1780 hos änkan till 1785. Hon avyttrade den via konstnären och konsthandlaren Pieter Fouquet (1729–1800) i Amsterdam. Sannolikt köptes den av grosshandlaren och Vermeer-entusiasten Jan Danser Nijmans (omkring 1755–97), vilken är belagd som ägare 1794. Den såldes efter hans död 1797 till konstsamlaren Jan Gildemeester (1744–99) i Amsterdam. Efter Gildemeesters död såldes den 1799 på auktion.
Under första hälften av 1800-talet fanns målningen hos olika ägare i Storbritannien, för att under andra hälften hamna i Frankrike. Alphonse de Rothschild i Paris köpte Astronomen någon gång mellan 1881 och 1888 av Léon Gauchez i Paris och den ärvdes efter honom 1905 av sonen Edouard de Rothschild i Paris. Adolf Hitler lät konfiskera målningen i november 1940 från Edouard de Rotschild tillsammans med 5.000 andra konstverk, med avsikt att hänga den som ett centralt verk tillsammans med Målarkonsten i ett planerat privat museum i sin födelsestad Linz i Österrike. Målningen spårades i maj 1945 av i en saltgruva i Altaussee i Österrike av en allierad specialgrupp. Den återlämnades av de allierade 1945 till Edouard de Rotschild och ärvdes 1949 av sonen Guy de Rothschild. År 1983 övertogs den av Louvren, oklart om genom gåva eller köp.